# HOTAS

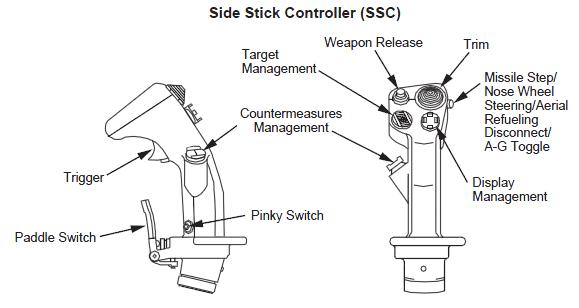
Anordnung von Bedienelementen am Steuerknüppel für einen F-16-Simulator

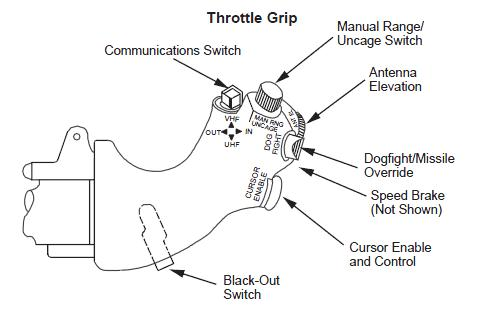
Anordnung von Bedienelementen am Schubhebel für einen F-16-Simulator

HOTAS ist ein Akronym für den englischen Ausdruck Hands On Throttle And Stick (deutsch „Hände an Schubhebel und Steuerknüppel“), der aus der militärischen Aviatik stammt. Er bezeichnet das Konzept, alle Tasten und Schalter, die für das Fliegen und weitere wesentliche Funktionen des Flugzeugs erforderlich sind (z. B. Radar, Funk, Bewaffnung), am Schubhebel (linke Hand) und am Steuerknüppel (rechte Hand) zu platzieren.
Damit befinden sich die Hände des Piloten (fast) ständig an diesen beiden wichtigsten Steuerelementen. Die Ablenkung und der Zeitaufwand für das Suchen und Betätigen von Bedienelementen im Cockpit wird dadurch minimiert und die Reaktionszeit verkürzt. Insbesondere in Kombination mit einem Head-up-Display (HUD) kann der Pilot seine Aufmerksamkeit über das Fliegen des Flugzeugs hinaus, voll auf die Situationserfassung und seine eigentliche Aufgabe/seinen Auftrag, z. B. die Bekämpfung von Zielen, die Aufklärung, u. a. konzentrieren.
Das HOTAS-Konzept wurde erstmals durch die Royal Air Force in den 1950er-Jahren eingesetzt. Mittlerweile kommt es in allen modernen Kampfflugzeugen zum Einsatz. Über die militärische Fliegerei hinaus hat das HOTAS-Konzept seinen Weg auch in die zivile Aviatik und in andere nicht aviatische Bereiche wie den Fahrzeug- und Maschinenbau, sowie den Gaming-Bereich gefunden.
Ein ähnliches Bedienkonzept findet zum Beispiel mit Multifunktionslenkrädern in Kraftfahrzeugen Anwendung, nachdem es sich bereits im Automobilsport bewährt hat. Die bereits etablierte Anordnung von Bedienhebeln für Blinker und Scheibenwischer in Griffreichweite wird durch weitere Tasten zur Steuerung zusätzlicher Funktionen ergänzt (z. B. Autoradio, Autotelefon, Bordcomputer, Geschwindigkeitsregelanlage, Klimaanlage usw.).